# Феллинский уезд
Феллинский уезд (эст. Viljandi kreis; нем. Fellinsche Kreis) — административная единица Лифляндской губернии Российской империи, затем Эстонии, существовавшая в 1745—1920 годах. Центр — город Феллин.

## История
Уезд образован в 1745 году в составе Рижской губернии. В 1796 году после преобразования Рижского наместничества Феллинский уезд вошёл в состав Лифляндской губернии. В 1920 году уезд отошёл к независимой Эстонской Республике.

## Население
По переписи 1897 года население уезда составляло 99 747 человек, в том числе в Феллине — 7736 жит.

### Национальный состав
Национальный состав по переписи 1897 года:
- эстонцы — 96 872 чел. (97,1 %),
- немцы — 1835 чел. (1,8 %),
- русские — 505 чел. (0,5 %),

## Административное деление

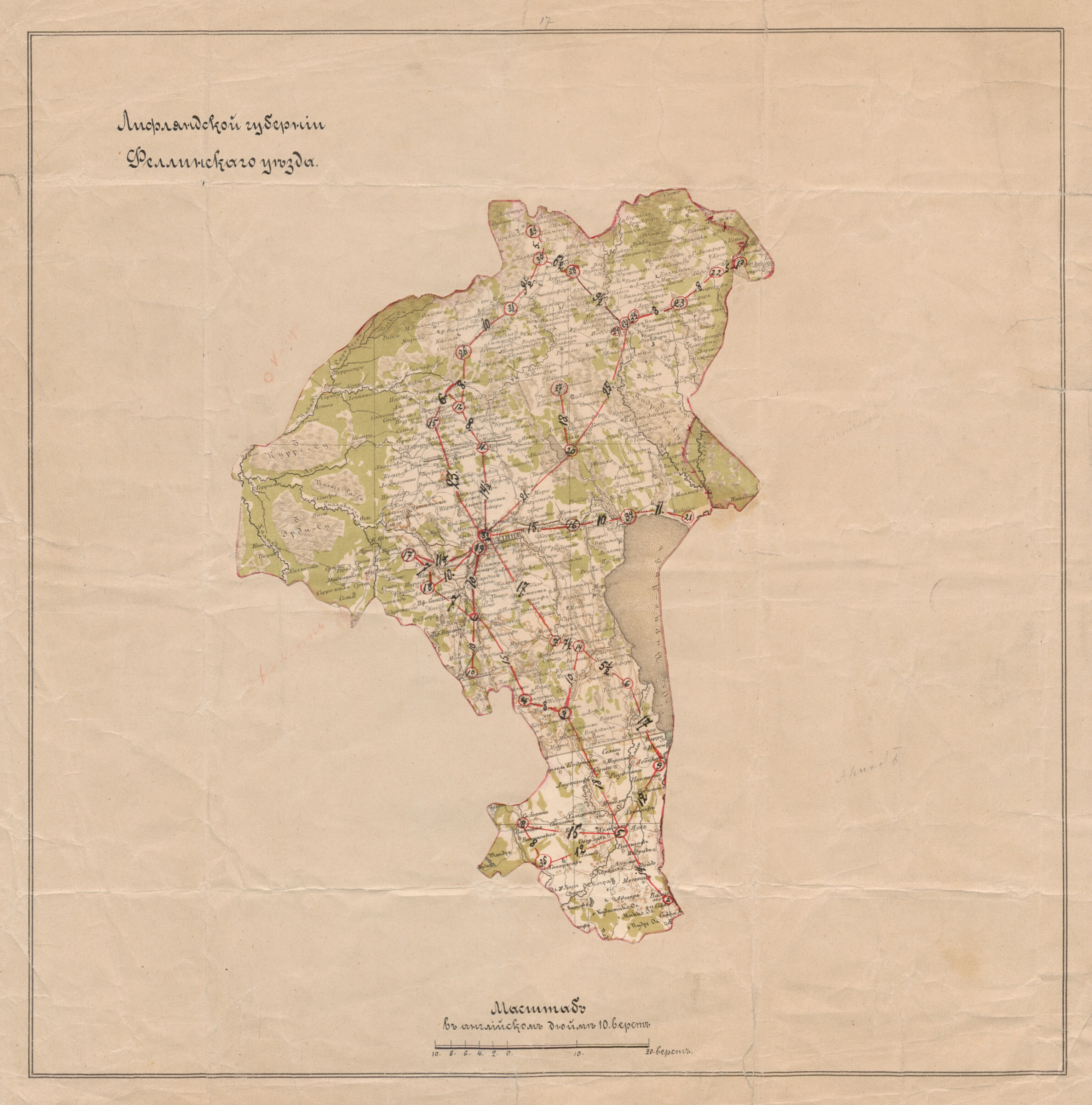
Карта Феллинского уезда Лифляндской губернии, 1900 г.

В 1913 году в уезде было 45 волостей:
| - Абенкатская, - Адаверская, - Айденская, - Вагенкюльская, - Вастемойзская, - Велико-Кепоская, - Вирацкая, - Войникская, - Вольмарсгофская, - Геймтальская, - Гельмская, - Гольстерская, | - Егевестская, - Имаверская, - Кабальская, - Керсельская, - Керстенская, - Коркюльская, - Курристская, - Левеская, - Лустиверская, - Нижигальская, - Ново-Войдомская, | - Ново-Оберпаленская, - Ново-Суисленская, - Ново-Тикасильмская, - Оберпаленская — м. Оберпален, - Оверлакская — м. Терва, - Олустферская, - Пакаская, - Перстская, - Пуятская, - Ридакская, - Руткиверская, | - Сосарская, - Старо-Войдомская, - Старо-Сусленская, - Старо-Текасильская, - Сургаверская, - Тайверская, - Тарнастская, - Тухалакская, - Уммельская, - Феллинская, - Эйзекюльская. |